# Ергольский, Григорий Терентьевич
Григо́рий Тере́нтьевич Ерго́льский (1663—1750) — российский государственный и военный деятель эпохи Петра I.

## Биография
Родился в 1663 году. Из дворян Ергольских. Известно, что у Григория был родной брат — Алексей. По данным на 1692 год Григорий Ергольский находился в чине стряпчего в начальных людях. В том же году по распоряжению Г. Т. Ергольского в одном из его имений, селе Ержино, был построен каменный храм, освящённый во имя Божией Матери. В 1695 году был воеводой в Лебедяни. В 1703—1707 годах солдатский полк принца Голштинского под фактическим командованием майора Ергольского находился в Речи Посполитой и Саксонии в составе русского «помощного корпуса», в 1706 году участвовал в битве при Фрауштадте. В 1710 году Григорий Терентьевич — подполковник. По переписи того же года имел значительные владения в Кромском уезде, также владел частью села Радубеж Курского уезда. Затем служил в киевском гарнизоне, полковник. 8 апреля 1719 года назначен асессором Московского надворного суда, 16 мая 1721 года — советником Юстиц-коллегии, а 8 июня 1722 года — в Уложенную комиссию. В феврале 1723 года Г. Т. Ергольский — кандидат на должность генерал-фискала. С 6 марта 1723 года асессор Московской конторы Сената, с 24 мая 1725 года вице-президент Санкт-Петербургского надворного суда. 17 апреля 1727 года назначен вторым вице-президентом Юстиц-коллегии. В том же году по ходатайству полковника Г. Т. Ергольского Дорогошанский Троицкий монастырь был восстановлен в прежнем статусе. 24 февраля 1728 года Ергольский произведен в действительные статские советники. 14 ноября 1735 году понижен в чине на одну ступень и оштрафован за неправильное решение дела А. Макшеева. Позднее восстановлен в прежнем чине. Умер в 1750 году. Погребён 14 мая.

## Семья
- Брат — Алексей Терентьевич Ергольский
- Жена — Прасковья Ефимовна Ергольская (Десятова)